# Александрос Росиос
Александрос Росиос (на гръцки: Αλέξανδρος Ρόσιος) е гръцки революционер, деец на ЕЛАС, генерал-майор от Демократичната армия на Гърция, политик от Общогръцкото социалистическо движение.

## Биография
Александрос Росиос е роден в 1917 година в западномакедонския град Сятища. Баща му Николаос е учител. Учи литература. По време на Итало-гръцката война от 1940 г. служи в гръцката армия във фронтова част като втори лейтенант резервист.
През януари 1942 година Росиос се присъединява към съпротивата като член на ЕАМ и ЕЛАС. Става известен капитан Ипсилантис (Υψηλάντης). Оглавява групата дивизии за Македония. През тези години влиза в Комунистическата партия на Гърция. След Споразумението от Варкиза, Росиос е преследван от английските войски, жандармерията и десните парамилитарни групировки. В Сятища е направена блокада за арестуването му, но той успява да избяга. Остава нелегален до сформирането на ДАГ. Играе централна роля в избухналата Гражданска война и достига до чин генерал-майор.
След разгрома на ДАГ и преминаването на бунтовниците в страните от така наречения реален социализъм, става водещ член на Комунистическата партия, един от лидерите на партийната организация на в Ташкент, СССР. Първоначално е поддръжник на Никос Захариадис в конфликта му с Маркос Вафиадис, Мицос Парцалидис, Левтерис Апостолу и Хриса Хадзивасилиу. Но по-късно се превръща в един от най-фанатичните противници на Захариадис, който след конфликти в партийната организация в Ташкент, го обвинява във фракционизъм и иска изключването му от партията. Росиос иска главата на Захариадис. След оттеглянето на Захариадис, Росиос характеризира политиката му като вражеска, антинационална и предателска. Въпреки това, по-късно той влиза в нови сблъсъци с новото ръководство на Комунистическата партия на Костас Колиянис и се присъединява към новата вътрешна опозиция на Вафиадис. Като следствие Росиос е изключен от Комунистическата партия и по-късно е заточен в северната част на Казахстан като дисидент.
В 1976 година Росиос иска амнистия от правителството на Караманлис. След завръщането си се присъединява към Общогръцкото социалистическо движение, като е член на Централния комитет и Изпълнителния комитет. При управлението на Андреас Папандреу е областен управител в Месолонги. Умира в Атина в 2005 година.
Името му носи улица в Сятища.